# Cirque
Pour les articles homonymes, voir Cirque (homonymie).
Pour les articles ayant des titres homophones, voir CIRC et Sierck.

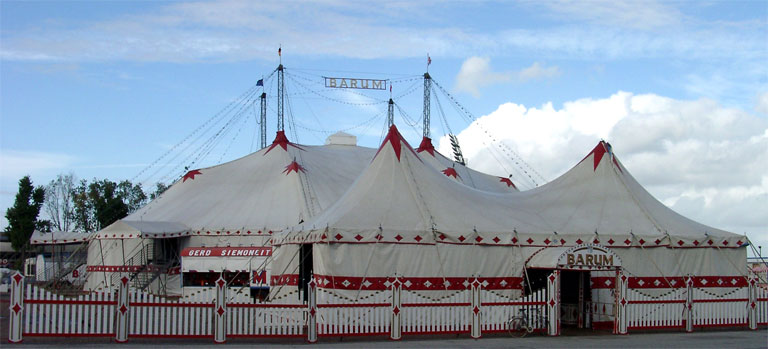
Chapiteau du cirque Siemoneit-Barum en Allemagne.

Un cirque est une troupe d'artistes, traditionnellement itinérante, qui comporte le plus souvent des acrobates, propose des numéros de dressage et de domptage d'animaux et donne des spectacles de clowns, de jonglerie et des tours de magie. Plus généralement au XXIe siècle, le cirque est un spectacle vivant populaire organisé autour d'une scène circulaire. Le terme « cirque » vient du latin circus, en référence à une enceinte circulaire.
Ses caractéristiques ont beaucoup évolué dans le temps. Au XXIe siècle, le cirque existe sans sa scène circulaire, en salle ou dans des lieux particuliers, aux côtés de pièces de théâtre, de danse, etc. La dénomination cirque s'est « réduite » à la seule pratique d'une discipline de cirque (acrobatique, aérienne, équilibres, manipulation/jonglage, etc.). Avec l'apparition des écoles de cirque à la fin du XXe siècle, les artistes de cirque se sont émancipés de la famille traditionnelle et très peu d'entre eux sont des « enfants de la balle ». La dénomination est d'ailleurs un sujet de discorde depuis les années 1970 entre les puristes du cirque traditionnel et ceux qui utilisent le même mot pour exercer un art, finalement, très différent.

## Historique

### Le cirque d'Astley
La conception occidentale du cirque s'inspire d'une façon ou d'une autre des jeux antiques romains ainsi que des bateleurs et troubadours du Moyen Âge. Le terme « cirque » vient du mot latin circus, « cercle », relatif à l'enceinte circulaire où se pratiquaient les activités du cirque antique.
La première représentation d'un cirque moderne à Londres date du 7 avril 1768 et est l'œuvre de Philip Astley. Vétéran de retour d'Amérique, il décide de représenter des spectacles équestres avec des démonstrations d'acrobatie dans la Philip Astley's riding school, école équestre dans laquelle est construite la première piste circulaire pour pouvoir tenir les chevaux depuis le centre, au bout de la chambrière (fouet à long manche utilisé par les dresseurs de chevaux) dont la longueur a déterminé la dimension internationale du diamètre de la piste, 13,50 m. Le mariage entre le monde équestre militaire et le monde forain autour du cercle est établi lorsqu'Astley égaye son spectacle par des bateleurs, des pantomimes et des voltigeurs, ajoutant des sièges et un toit conique à son anneau en 1773. Cette nouvelle forme de spectacle, fondée essentiellement sur des exercices équestres, est ensuite introduite en France en 1774 par Astley qui y ouvre le premier établissement circassien stable et fixe, l'Amphithéâtre Anglais, établissement repris en 1807 par Antonio Franconi et ses descendants. C'est seulement au XIXe siècle, lors des vagues de colonisation, que sont introduits en France et en Allemagne les premiers animaux sauvages, le domptage étant créé selon la tradition en 1819 par l'écuyer Henri Martin qui soumet un tigre de la ménagerie Van Aken en Bavière et imagine une méthode alliant la violence et la douceur. Déjà à l'époque, Monsieur Loyal, maître du manège et présentateur du spectacle de cirque, véritable fil rouge et repère entre les numéros, est présent.

### Cirque à l'ancienne

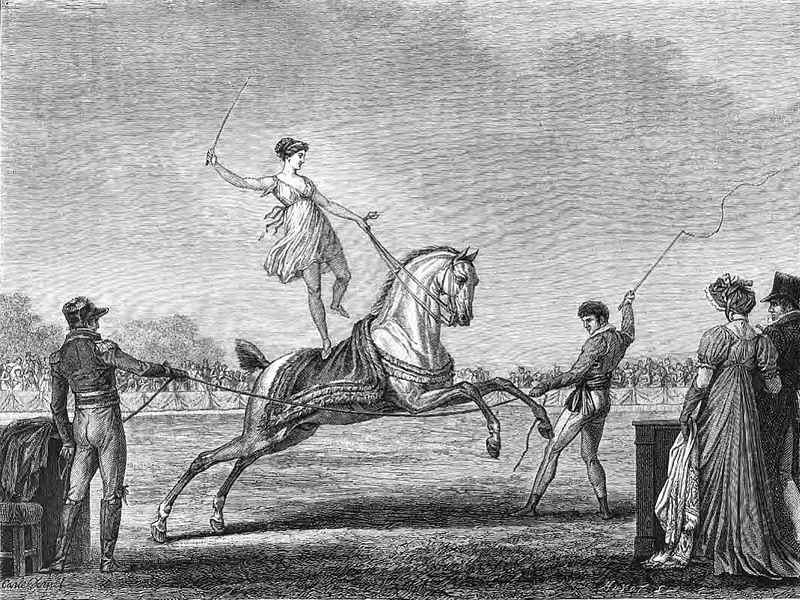
Cirque Franconi : exercices d'écuyère, époque du Consulat.

Le régime libéral de la Troisième République en France favorisa la démocratisation des loisirs. Si le théâtre restait le type de spectacle le plus légitime, le cirque fit alors l'objet d'un fort engouement car il touchait deux types de publics : les aristocrates qui se reconnaissaient dans les écuyers incarnant l'aristocratie du cirque et l'art équestre, élément central dans l'identité collective de la noblesse depuis le Moyen Âge, et le peuple attiré par le spectacle des troupes ambulantes qui sillonnaient la France. Sous l'impulsion de Théodore Rancy, les cirques « en dur » se multiplièrent alors dans les grandes villes françaises.
La famille Franconi fonda successivement, à Paris, trois théâtres de cirque portant le nom de « Cirque Olympique » :
- 1er établissement situé rue Saint-Honoré (1807-1816) ;
- 2e établissement situé rue du Faubourg-du-Temple (1817-1826), l'ancien amphithéâtre d'Astley ;
- 3e établissement situé boulevard du Temple (1827-1862).

Dans leur premier, les Franconi présentaient, à l'époque napoléonienne, des animaux sauvages dans leur spectacle de cirque à l'ancienne constitué de numéros équestres et acrobatiques. Dans le troisième, la création en 1831 de la pantomime à grand spectacle « Les Lions de Mysore » marqua l'avènement du domptage au cirque. Le dompteur Henri Martin fut engagé, avec ses fauves, par les frères Franconi qui montèrent pour lui cette pantomime dans laquelle les félins du dompteur marseillais étaient présentés derrière un treillage placé sur le devant de la scène.
En 1856, Théodore Rancy fonda son premier cirque (chapiteau ambulant) à Rouen, puis construisit les suivants en dur : à Genève (1875), Lyon (1882), Le Havre (1887), Boulogne-sur-Mer (1888), Amiens (1889), Rouen (1893), etc.

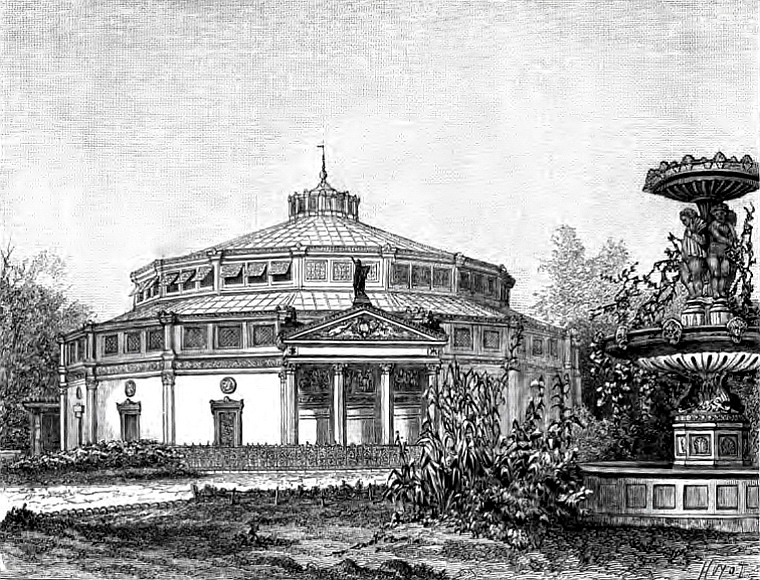
Cirque d'Été aux Champs-Élysées, gravure du XIXe siècle.

À la fin du XIXe siècle, Paris connut plusieurs cirques sédentaires en activité :
- le cirque des Champs-Élysées (1841-1898), connu sous les noms de cirque de l'Impératrice ou de Cirque d'Été ;
- le cirque Napoléon (1852), l'actuel Cirque d'Hiver acquis par les Bouglione seniors en 1934 ;
- le cirque Fernando (1875-1972) qui devient le cirque Medrano en 1897, « le Théâtre des clowns » ;
- le Nouveau Cirque (1886-1926), cirque-piscine construit rue Saint-Honoré (doté d'une piste transformable en piscine pour les pantomimes nautiques) ;
- le cirque Molier, fondé en 1880 par Ernest Molier (1850-1933)[9], près du bois de Boulogne, rue Benouville à Passy. Lors des deux représentations annuelles, artistes et aristocrates se mélangent sur la piste, pour des numéros où les chevaux ont la part belle[10] ;
- l'Hippodrome au pont de l'Alma, inauguré en 1877, mêlant lions, éléphants et courses de chars, qui ferme en 1892, et auquel succède en 1894 l'Hippodrome du Champ-de-Mars, puis, en 1900, l'Hippodrome de Montmartre.

Le dernier cirque stable à ouvrir ses portes dans la capitale française fut le cirque Métropole (1906-1930), connu sous l'enseigne de cirque de Paris, lequel mit souvent des dompteurs en vedette.

### Cirque traditionnel

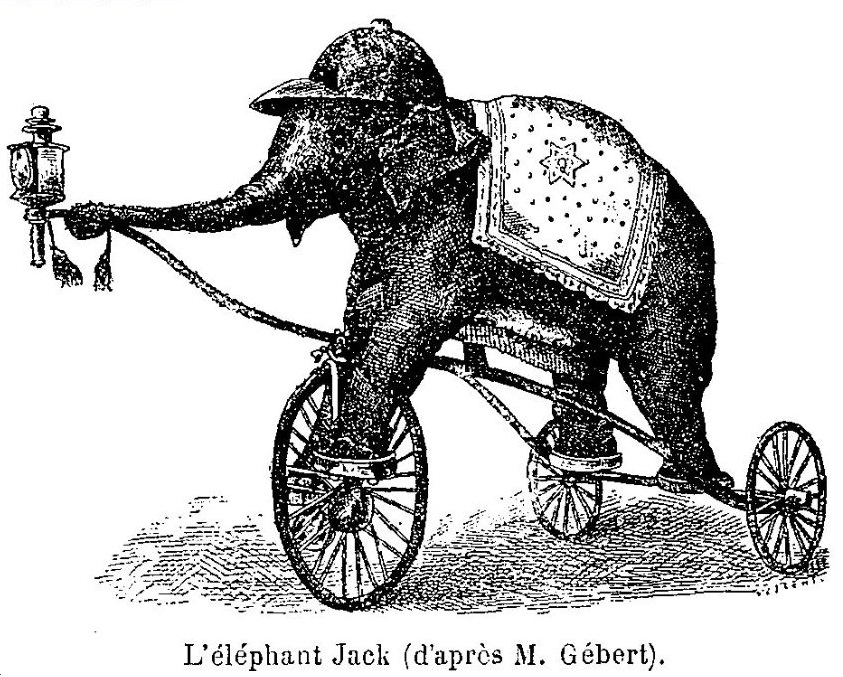
L'éléphant Jack à l'Hippodrome de Paris (1885).

Le cirque-ménagerie succéda au cirque équestre du XIXe siècle.
Fondé en 1854 par une famille anglaise, les Pinder, le Cirque Britania traversa la Manche en 1868 et pris le nom de cirque-hippodrome des frères Pinder. Les convois étaient tirés par des chevaux.
La fusion cirque-ménagerie fut popularisée par le cirque anglais de Lord George Sanger entre 1856 et 1870, à l'époque où sa collection d'animaux exotiques était la plus importante parmi les ménageries ambulantes de Grande-Bretagne.
À la fin du XIXe siècle et au début du XXe siècle, Barnum et ses successeurs, aux États-Unis, donnèrent un nouvel essor au cirque :

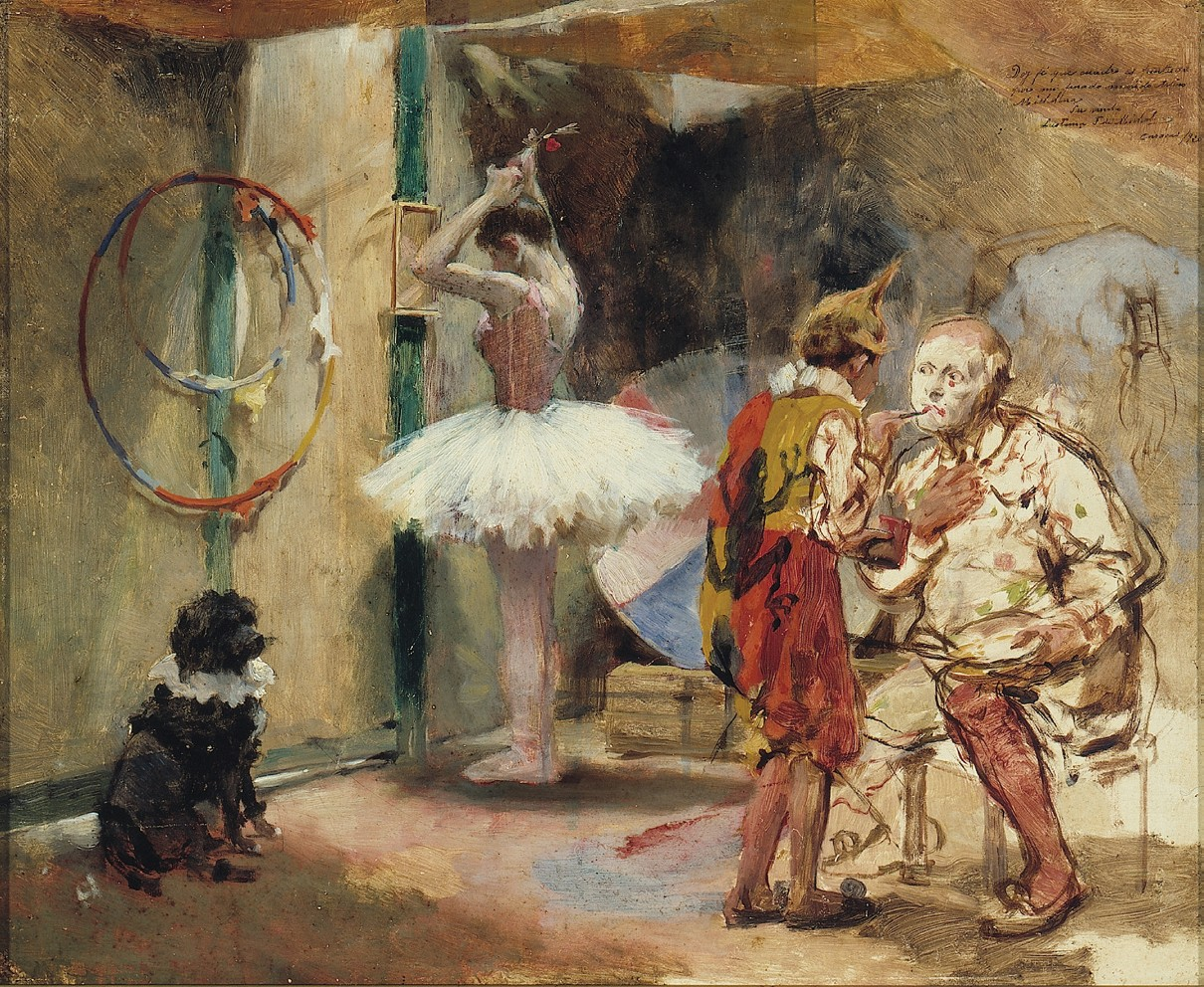
Arturo Michelena, Scènes de cirque autour de 1891.

- en 1871, Phineas Taylor Barnum, avec ses associés William Cameron Coup et Dan Castello, exploita le premier Cirque Barnum englobé dans un ensemble voyageant par le train et réunissant musée de curiosités, ménagerie, convoi et chapiteau ;
- allié avec James Anthony Bailey, en 1881, il créa le premier chapiteau à trois pistes qui prit le nom de « Barnum & Bailey Circus » en 1887. Le cirque géant effectuera une grande tournée dans toute l'Europe de 1897 à 1902 ;
- les frères Ringling, en 1907, rachetèrent le cirque Barnum & Bailey pour l'associer au leur, le Ringling Bros. Circus, fondé en 1884, et former, en 1919, le plus grand chapiteau du monde : le Ringling Bros. and Barnum & Bailey Circus, The Greatest Show on Earth.

Le Cirque Carl Hagenbeck, fondé à Hambourg en 1887 sous le nom de « Cirque international et Caravane cingalaise », a voyagé dans le monde entier, avec une ménagerie importante, en complétant ses représentations par des exhibitions zoologiques et ethnologiques, et a existé jusqu'en 1953.
Le Wild West Show de Buffalo Bill, créé en 1884, effectua une tournée en Europe en 1889 et en 1905. Le spectacle de l'Ouest américain marqua longtemps les esprits notamment en France où Sampion Bouglione père récupéra un stock d'affiches du véritable héros du Far West, acquit en 1926 un grand chapiteau d'occasion et lui donna le nom de « Stade du Capitaine Buffalo Bill ».
Le Cirque Sarrasani, créé en 1902 à Dresde en Saxe, impressionna l'Allemagne et l'Amérique du Sud par le prestige de son directeur le « Maharadjah » Hans von Stosch-Sarrasani, Chevalier de l'Ordre Impérial Persan du Lion et du Soleil, par l'organisation de ses installations (caravanes, écuries, ménageries, tentes et chapiteaux) et par le faste de ses spectacles qui se déroulaient, à partir de 1918, sous l'un des plus beaux chapiteaux de structure ronde et sur une piste de 17,5 mètres de diamètre.
En 1919, les frères (Friedrich, Rudolf, Karl et Eugen) Knie transformèrent l'arène familiale à ciel ouvert en un cirque sous chapiteau sous l'enseigne « Cirque Variété National Suisse Frères Knie ».
Le cirque s'est transformé en spectacle exotique grâce à la présence d'animaux sauvages qui en font sa notoriété (ou sa publicité) par leur exposition lors d'une parade ou dans une ménagerie :
- en 1932, le cirque américain Ringling Bros. and Barnum & Bailey Circus possédait une ménagerie riche de 1 000 animaux sauvages ;
- en 1934, le cirque allemand Krone, « le plus grand cirque d'Europe » créé en 1905 par Carl Krone, comptait dans sa ménagerie plus de 800 animaux.

Entre les deux guerres mondiales, les cirques français annexèrent à leur établissement une ménagerie, jusque-là spectacle forain. L'inverse se produisit également, les ménageries foraines ajoutant un spectacle de cirque à leur établissement. C'est aussi à cette époque que les cirques français motorisèrent leurs convois routiers. Ainsi s'imposèrent en France : le Zoo-Circus des frères Court (1921-1932), premier grand cirque voyageur français ; le Cirque des 4 frères Amar (1924) ; celui des 4 frères Bouglione (1933) ; Pinder (1928-1972, direction Spiessert).
Le cirque-ménagerie se caractérise par la présence de dompteurs ou de dresseurs d'animaux au sein des fratries ou des familles de circassiens :
- Alfred (frère de Jules) Court forma en 1923 au Zoo-Circus son premier groupe mixte de fauves intitulé « La Paix dans la Jungle » ;
- les frères Amar furent tous dompteurs : Ahmed, l'aîné des Amar, présenta des tigres et des éléphants, Ali des ours blancs, Chérif des lions et Mustapha, après un accident avec un tigre, assura la direction du cirque ;
- les Bouglione seniors se spécialisèrent : Sampion comme dresseur de chevaux, Joseph comme dresseur d'éléphants, Firmin comme dompteur de fauves et Alexandre comme administrateur du cirque ;
- Roger Spessardy (frère de Charles Spiessert) fut dompteur de fauves chez Pinder et dirigea la ménagerie.

À la veille de la Seconde Guerre mondiale, il circulait cinquante-quatre cirques, toutes catégories confondues, par les routes de France.
Après la Seconde Guerre mondiale, les cirques français s'associèrent à la radio et à la télévision, tels le Radio-Circus puis Grand Cirque de France (période 1949-1965) des Grüss-Jeannet et Pinder ORTF (1961-1969) avec le label de La Piste aux étoiles.
Pour corser leurs programmes, ils mêlèrent le spectacle de cirque avec des éléments étrangers à la piste : des présentateurs vedettes, des prestations d'artistes de music-hall, des exhibitions de champions sportifs et des jeux radiophoniques.
Autour des années 1970, les cirques français les plus importants furent Amar (1973-1982, direction Firmin Bouglione junior), Bouglione (les Bouglione juniors : Sampion, Emilien et Joseph), Pinder (1972-1983, direction Jean Richard), Rancy (1962-1978, création Sabine Rancy), Jean Richard (1968-1983), Zavatta (1978-1991, création Achille Zavatta) ainsi que le cirque à l'ancienne de la famille Grüss (1974, direction Alexis Grüss junior).
Le cirque italien American Circus entama, avec son chapiteau à trois pistes, une tournée en France, à la fin de l'année 1979, qui fut suivie d'autres jusqu'en 1986. En 1981, le Cirque Bouglione pris le nom d'American Parade, puis d'American Circus pour contrecarrer son concurrent.
Des faillites retentissantes (Amar en 1973, Jean Richard en 1978 et en 1983, Rancy en 1978 et en 1987, Achille Zavatta en 1991) et l'affaire American Circus en 1979 marquèrent la « fin » du cirque traditionnel en France et permirent son renouveau.
Quelques cirques sédentaires (cirques fixes ou cirques d'hiver) subsistèrent, mais les établissements voyageurs furent très nombreux :
- en Europe :
  - en Allemagne : Busch-Roland, Hagenbeck, Althoff, Krone, Sarrasani, Barum ; Roncalli,
  - en Espagne : Feijóo-Castilla,
  - en Grande-Bretagne : Bertram Mills, Chipperfield, Billy Smart,
  - en Italie : Togni, Orfei, Casartelli, Bellucci,
  - en Suisse : Knie, Nock, Conelli, Monti,
  - en Belgique : De Jonghe (qui tourna aussi au Congo belge) ;
- en Amérique du Nord :
  - aux États-Unis : Ringling Bros and Barnum & Bailey qui abandonna les spectacles sous chapiteau en 1956, Clyde Beatty – Cole Bros, Carson & Barnes, Vargas.

### Nouveau cirque et cirque contemporain

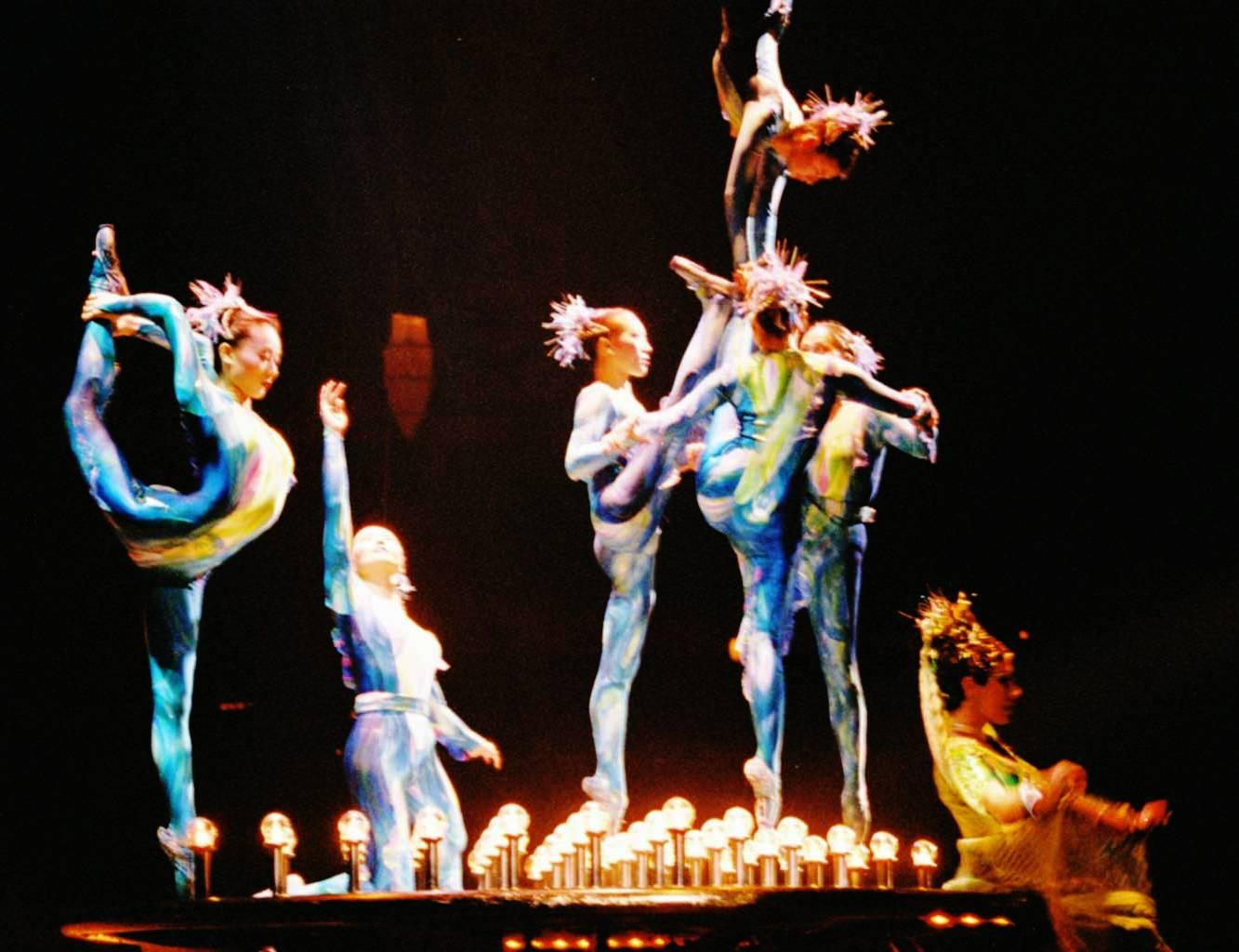
Scène de Dralion, présenté à Vienne par le Cirque du Soleil.

Dans les années 1970, le mouvement du nouveau cirque fait son apparition en France. Il est porté par la démocratisation du cirque avec l'ouverture d'écoles de cirque agréées par la Fédération française des écoles de cirque. Le cirque s'ouvre et se remet en question et pratique l'humour. Ainsi le personnage du clown a-t-il évolué vers de nouvelles formes. Ce genre de spectacle qui s'est davantage théâtralisé (comme Archaos, Cirque Baroque, Cirque Plume, Zingaro, Les 7 Doigts, la Compagnie Mauvais Esprits, Gravity and Other Myths,  le cirque de Phare Ponleu Selpak, La Famille Morallès, Cirque ici – Johann Le Guillerm, etc.) a remis en question les conventions du cirque, dit désormais cirque traditionnel, qui demeure cependant bien vivant, assimilant certaines des innovations du nouveau cirque. Les spectacles d'Arlette Gruss, par exemple, adoptent des costumes et des musiques proches de ceux des québécois du Cirque du Soleil tout en continuant à présenter des numéros des disciplines traditionnelles, en particulier des exercices de dressage. De plus, avec la création des écoles, des rencontres régionales et nationales sont instaurées, ce qui donne au cirque des touches sportives et artistiques.
La nouvelle génération d'artistes des années 1990 revendique désormais davantage que le nouveau cirque et s'appelle plus volontiers cirque contemporain ou cirque de création (dans les années 2000). Les frontières deviennent de plus en plus floues, et les spectacles s'inspirent de plus en plus du mouvement de la performance ou encore de la danse contemporaine tout en s'éloignant du côté spectaculaire ou sensationnel caractéristique du cirque traditionnel ou même du nouveau cirque.

### La fin de Barnum
En janvier 2017, le cirque Barnum annonce qu'il va fermer ses portes au mois de mai de la même année, après 146 ans d'activité. Cette décision, due à la baisse des recettes, elle-même liée au fait que ce cirque ne montre plus de spectacle utilisant des animaux sauvages, est saluée par les défenseurs des animaux.

## Liste de spécialités présentées
- Acrobatie
  - Barre russe
  - Bascule coréenne, planche sautoir
  - Cascadeur de spectacle, portés acrobatiques, cascades sur table
  - Main à main, portés acrobatiques, pyramides humaines
  - Mât chinois, mât libre (mât d'environ 5 mètres avec un petit socle, sans haubanage, pouvant être déplacé dans l'espace scénique. C'est un jeu d'écoute et d'équilibre pour au moins deux personnes)
  - Pole dance
  - Tonneau
  - Trampoline
- Aérien
  - Cadre aérien, cadre russe
  - Cercle aérien
  - Corde lisse ou corde raide, corde volante, sangles
  - Homme-canon
  - Tissu aérien
  - Trapèze : trapèze ballant, trapèze fixe, trapèze danse, trapèze volant, trapèze Washington…

- Beauté circassienne

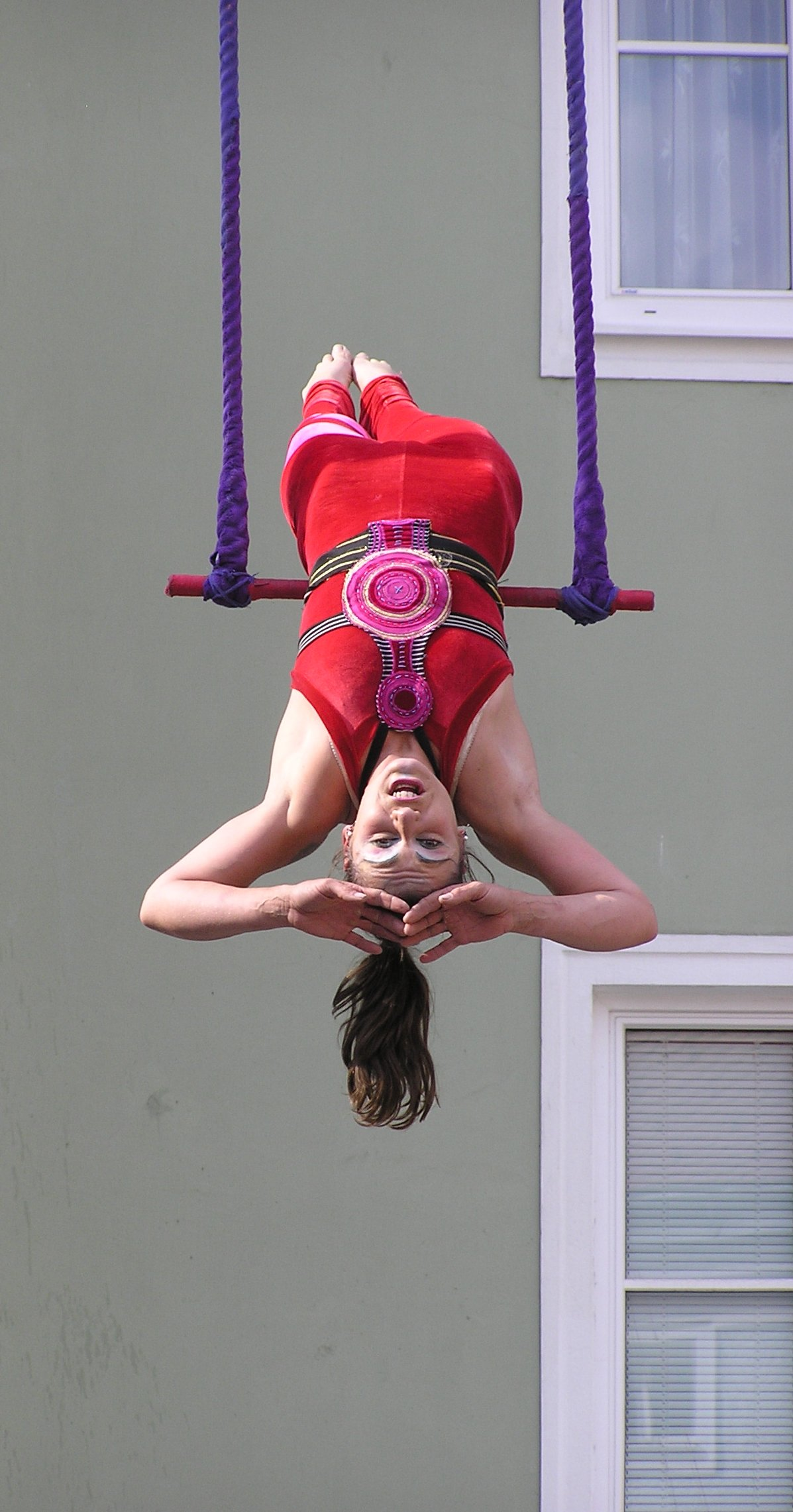
Trapéziste.

- Clown (Auguste, clown blanc, bouffons, burlesques…)
- Contorsion
- Dressage et domptage d'animaux (aras et perruches, autruches, chameaux et dromadaires, chats, chiens, colombes, éléphants, grands félins, girafes, lamas, otaries, ours, serpents, singes…)
- Équestre
- Équilibrisme
  - Bicyclette acrobatique
  - Boule d'équilibre
  - Canne d'équilibre
  - Chaise d'équilibre
  - Corde molle
  - Échasse
  - Échelle libre
  - Fil de fer, funambule
  - Marche sur les mains
  - Monocycle, roue ultime
  - Plateau d'équilibre
  - Roue allemande
  - Roue Cyr
  - Roue de la mort
- Fakir
  - Avaleur de sabre
  - Cracheur de feu
- Illusionnisme
- Jonglerie
  - Antipodisme
  - Assiettes tournantes ou assiettes chinoises, tapis
  - Balles et ballons, anneaux, massues
  - Bâton de feu, bâton indien, bolas, poï, cordes, météore (pyrotechnie)
  - Bâton du diable
  - Boîte à cigares, gobelets
  - Cerceaux, hula hoop
  - Chapeau
  - Contact
  - Diabolo, diabolo-toupie
  - Fouet
  - Lancer de couteaux
  - Lasso
  - Passing
  - Rebond
- Monsieur Loyal
- Mime
- Ventriloquie

## Liste de cirques renommés

### Allemagne
- Cirque Bush
- Circus Krone
- Cirque Strassburger

### Australie
- Cirque Oz

### Belgique
- Cirque Pauwels
- Cirque Pipo
- Cirque Armanzo
- Circus Ronaldo
- Collectif Malunés
- Cirque Strombolli

### Canada
- Cavalia
- Cirque Akya
- Cirque Éloize
- Cirque équestre Luna Caballera
- Cirque du Soleil
- Les 7 doigts de la main
- Machine de cirque

### Chine
- Cirque chinois

### Espagne
- Circo Raluy

### États-Unis
- Barnum & Bailey Circus
- Ringling Bros. and Barnum & Bailey Circus
- Ringling brothers

### France
- Cirque Aliboro
- Cirque Amar
- Archaos
- Les Arrosés
- Cirque Alexandro Klising
- Cirque Alexandre Landri
- Cirque Baroque
- Cirque Bidon
- Cirque Bormann Moreno
- Cirque Joseph Bouglione
- Cirque Cancy
- Cirque Casuani
- CirkologioM
- Cirque Diana Moreno
- Cirque Electrique
- Cirque équestre tzigane Werdyn
- Cirque d'Europe International (Famille Max Aucante)
- Cirque Fanni
- Cirque Francki
- Cirque Franco-Italien
- Cirque Franconi
- Cirque Gones
- Cirque Georget
- Cirque Gervais
- Cirque du Grand Celeste
- Cirque Guillaume
- Cirque National Alexis Grüss par Alexis Grüss
- Cirque Arlette Gruss
- Cirque Hirsute
- Cirque d'Hiver à Paris (Bouglione)
- Cirque Ici - (Johann Le Guillerm)
- Cirque Imagine (Famille Micheletty)
- Cirque Gruss-Jeannet (Radio Circus, Cirque-Zoo Jean Richard, Grand Cirque de France / Ben-Hur vivant)[19]
- Cirque Joubinaux
- Cirque Karl Borsberg
- Cirque Kino's
- Cirque Lamy Frères
- Cirque Les Fées Bohèmes
- Cirque Madona Bouglione
- Cirque Medrano
- Cirque Maximum
- Cirque Muller
- Compagnie La famille Morallès
- Circo Nuestro
- Ménagerie Pezon
- Pagnozoo Cirque Equestre
- Cirque Phénix
- Cirque Pinder
- Cirque Plume
- Cirque sans Raison
- Cirque Rancy (cirques durs construits au XIXe siècle) par Théodore Rancy
- Cirque Napoléon Rancy (cirque ambulant d'après-guerre)
- Cirque Sabine Rancy (cirque ambulant des années 1960-70)
- Cirque Reich
- Cirque Jean Richard
- Cirque Roche
- Cirque Romanès
- Cirque de Rome
- Cirque Zampanos
- Cirques Zavatta
- Cirque Lydia Zavatta (Caplot)
- Zingaro
- International Cirque d'Europe
- Le Grand Cirque American

### Italie
- American circus
- Cirque Gatti-Manetti

### Algérie
- Cirque Amar

### Royaume-Uni
- Hippodrome Circus

### Russie
- Cirque Nikouline de Moscou

### Suisse
- Cirque Conelli
- Cirque Knie
- Cirque Starlight
- Cirque Nock

## Musiques et orchestres d'un cirque
Les formations les plus traditionnelles sont composées d'instruments à vent, tels que trompettes, trombones, saxophones et tuba, d'un xylophone et d'une batterie marquant notamment les roulements de tambour introduisant le suspense avant un exploit périlleux d'une prouesse acrobatique, suivi de chaque exploit réussi renforcé par un coup de cymbale.
L'orchestre est le plus souvent situé un peu en retrait au-dessus de l'entrée des artistes, permettant au chef et musiciens d'avoir une bonne vue d'ensemble sur la scène et l'évolution de ces derniers afin de faire concorder la musique et le rythme au fur et à mesure.

## Festivals et manifestations

### Festivals

#### Belgique
- European Circus, festival de cirque de Liège (Belgique) : annuel, depuis 1991.
- Festival UP! (anciennement Pistes de Lancement), biennale internationale de cirque de l'Espace Catastrophe (Bruxelles, Belgique) : biennal, en mars, depuis 1998.
- HOPLA!, fête des arts du cirque de Bruxelles (Belgique) : annuel, en avril, depuis 2008.

#### Canada
- Fête de parc ReCirque de Sherbrooke (Québec, Canada) : annuel, en juin, depuis 2005.
- Mondial des amuseurs public de Trois-Rivières (Québec, Canada) : annuel, en juillet, depuis 1992.
- Montréal complètement cirque (Québec, Canada) : annuel, en juillet, depuis 2010.
- Turbo Fest (Québec, Canada) : annuel, en janvier, depuis 2007.
- Festival du Cirque de Dieppe (Nouveau-Brunswick, Canada) depuis 2012.

#### France
- L'Atelier du Plateau fait son cirque, Paris : programmation de cirque annuelle, en octobre, depuis 2002.
- Festival Cirko Galop, Muizon, annuel depuis 2004, cirque traditionnel, Famille Lamarche, Cheval Art Action
- Balles habiles à Belleville, Paris : convention de jonglerie et festival d'arts de la rue annuel, dernier week-end de mai, depuis 1997.
- Caravane de cirques, organisé par la Grainerie (fabrique des arts du cirque) et le Lido, chaque printemps à Balma, Toulouse et l'agglomération toulousaine.
- Circa, festival du cirque actuel d'Auch : annuel, fin octobre, depuis 1988.
- Les Élancées, festival des arts du geste d'Istres : annuel, en février, depuis 1999.
- Festisis, festival du cirque et des arts vivants de la région du Val d'Aisne, Pargny-Filain : annuel, en juillet, depuis 1998.
- Festival international du Cirque du Val-d'Oise
- Festival des arts du cirque du Grand-Quevilly : annuel, en mai, depuis 1988.
- Festival européen des Artistes de cirque, Saint-Paul-lès-Dax : annuel, en novembre, depuis 1999.
- Festival international du cirque de Bayeux : tous les deux ans, début mars, depuis 2005.
- Festival international du cirque de Grenoble puis Voiron : annuel, fin novembre, depuis 2002.
- Festival international du cirque de Massy : annuel, depuis 1993.
- Festival international du cirque de Tours : depuis 2007.
- Festival mondial du cirque de demain, Paris : annuel, dernier week-end de janvier, depuis 1977, fondé par Isabelle et Dominique Mauclair, présidé par Alain Pacherie (Cirque Phénix).
- Fête du chapiteau bleu de Tremblay-en-France : annuel, fin juin, depuis 2006.
- Furies, festival de cirque et de théâtre de rue de Châlons-en-Champagne : annuel, depuis 1990.
- Hip Cirq Hop, festival de cirque et de hip-hop de Bagneux : annuel, fin juin depuis 2009.
- Les inattendus, festival des arts du cirque et de la rue de Manderen : annuel, le premier week-end du mois d'août.
- Janvier dans les étoiles, festival de cirque contemporain de La Seyne-sur-Mer : annuel, fin janvier, depuis 2000.
- Le Jongleur est dans le pré, convention de jonglerie de Nonville : annuel, en septembre, depuis 2000.
- Midi-Pyrénées fait son cirque en Avignon : annuel, en juillet dans le cadre du festival off d'Avignon, depuis 2006, organisé par Circuits (scène conventionnée d'Auch), la Grainerie (fabrique des arts du cirque de Balma) et le Lido (centre des arts du cirque de Toulouse).
- Le Nouveau festival d'Alba-la-Romaine : 1re édition en juillet 2013.
- Parade(s), festival des arts de la rue de Nanterre : annuel, en mai, depuis 1990.
- Pistes d'automne, Pistes de printemps, Festival international de clowns et de cirque nouveau du Centre régional des arts du cirque de Lomme : annuel, en automne et en avril, depuis 1993.
- Pisteurs d'étoiles, festival de cirque d'Obernai : annuel, en avril-mai, depuis 1996.
- La Route du Cirque, festival de cirque contemporain de Nexon : annuel, en août, depuis 2000.
- Rencontre des jonglages, La Courneuve : annuel, en avril, depuis 2008.
- Second Geste, festival des arts du cirque de Saint-Pair-sur-Mer : annuel, en novembre.
- La Semaine cirque, festival de cirque de Carmaux : annuel, en février, depuis 2004.
- Solstice, festival des arts du cirque d'Antony : annuel, en juin, depuis 2001.
- Sous le chapitô, festival de cirque de Bagnolet incluant le Festival des clowns, des burlesques et des excentriques : annuel, en avril, depuis 2005.
- Tant qu'il y aura des mouettes, rencontres Cirque & Musique, à Langueux, par la compagnie Galapiat : annuel, en avril, depuis 2008.
- Village de Cirque, Paris : annuel, en octobre, depuis 2005, organisé par la coopérative De rue et de cirque (2R2C).
- Histoire de Cirque, Hautmont : annuel, en juin, depuis 2017, parcours spectacle contant l'histoire du cirque au travers de spectacles du cirque Lydia Zavatta, du cirque Bouglione, d'un cirque d'orient, d'un cirque médiéval, de voltigeurs…

#### Autres pays
- Festival international du cirque d'Albacete (Espagne) : 1re édition en 2008.
- Festival international du cirque de Budapest (Hongrie) : tous les deux ans, depuis 1996.
- Festival international du cirque de Monte-Carlo (Principauté de Monaco) : annuel, depuis 1974.
- Festival international d'acrobatie de Wuqiao (Chine) : tous les deux ans, depuis 1987.
- Festival de cirque contemporain de Chicago - "Chicago Contempary Circus Festival" (États-Unis)
- Festival Cirque au Sommet - Crans-Montana (Suisse)

### Salons
- Salon Mondial du Cirque, Paris : 1re édition du 11 au 13 avril 2008.

## À la télévision
- La Piste aux étoiles, la plus célèbre émission française de cirque de la télévision de 1950 à 1976, animée par Roger Lanzac puis Pierre Tchernia. Parution en DVD, octobre 2005.
- Les émissions télévisées de Jean Richard consacrées au cirque :
  - 1,2,3… en piste (1re chaîne), émission présentée par Marcel Fort et Jacqueline Monsigny,
  - Messieurs les Clowns (2e chaîne couleur),
  - Calvacade Circus (1973),
  - Cirques du Monde (1974).
- Le Plus Grand Cabaret du monde, émission diffusée par France 2 depuis 1999, animée par Patrick Sébastien.
- Le Festival mondial du cirque de demain, émission diffusée sur Arte.
- La Caravane de l'étrange ou Carnivàle, la série télévisée en deux saisons produite par HBO.
- Le grand chapiteau des animaux, série documentaire (2010) diffusée sur Arte.
- Une saison au cirque, série documentaire (2014-2015) diffusée sur France 4 et tournée au Cirque Arlette Gruss.
- Quel Cirque !, série documentaire (2015) diffusée sur Arte et présentée par la fil-de-fériste Sarah Schwarz.

## Musées du cirque
- Circus Museum, Rapperswil (Suisse)
- Musée du cirque à Vatan (France)
- Musée du cirque "la Gardine" Wasquehal (France)
- Musée du cirque et de l'illusion, Dampierre-en-Burly (France)
- Ringling Circus Museum, Sarasota (États-Unis)

## L'art et le cirque
Le cirque a inspiré de nombreux artistes peintres : Joseph Faverot, Rouault, Picasso, Chagall, Degas, Renoir, Toulouse-Lautrec, Seurat, Matisse, Fernand Léger, Edmond Heuzé, Roger Guit, Alexis Kalaeff, Emmanuel Bellini, Frédéric Menguy, Paul Klee, Calder, Jacques de Sadeleer, Jean Urvoy.

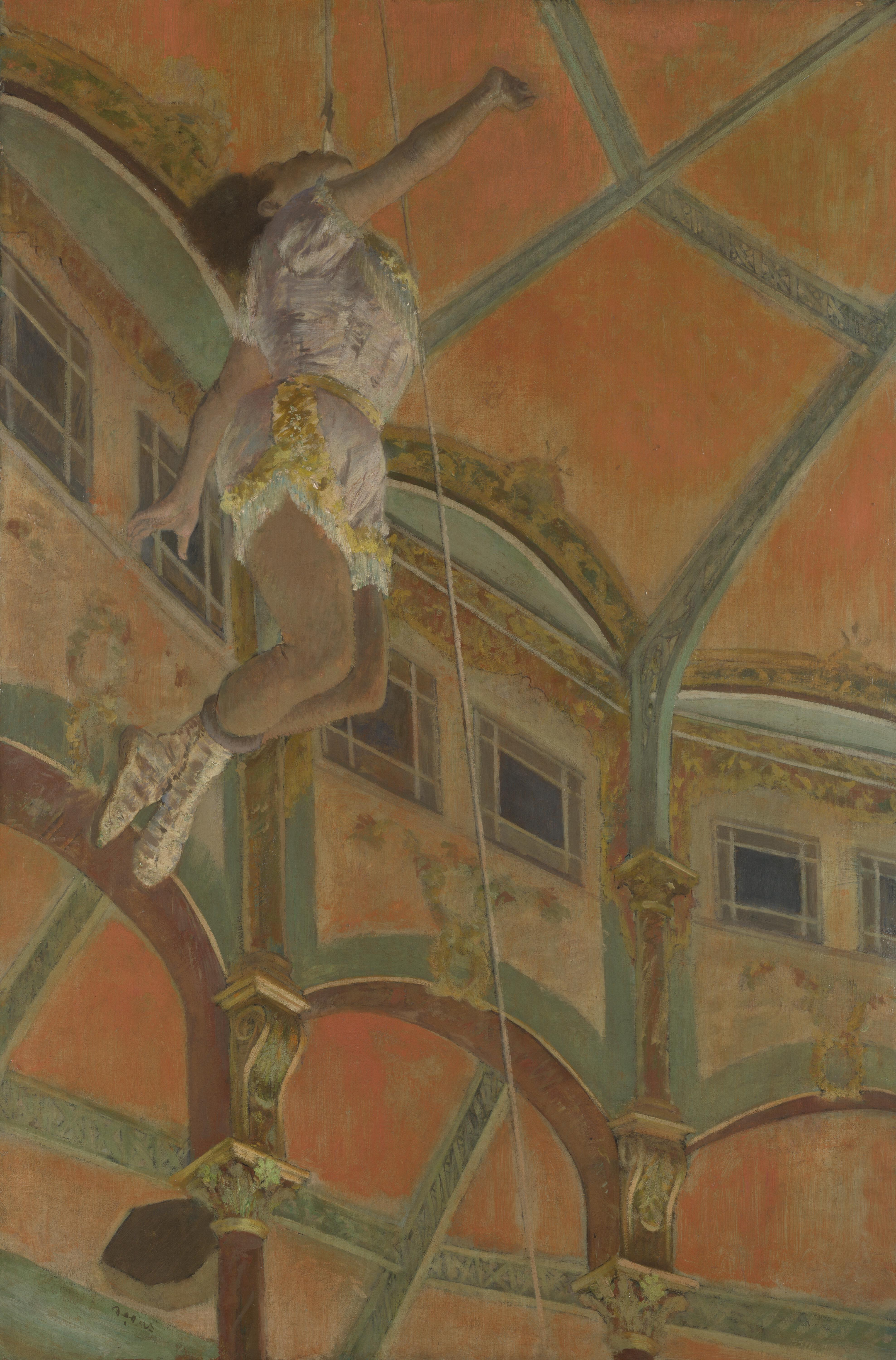
Miss Lala au Cirque Fernando de Edgar Degas (1879).
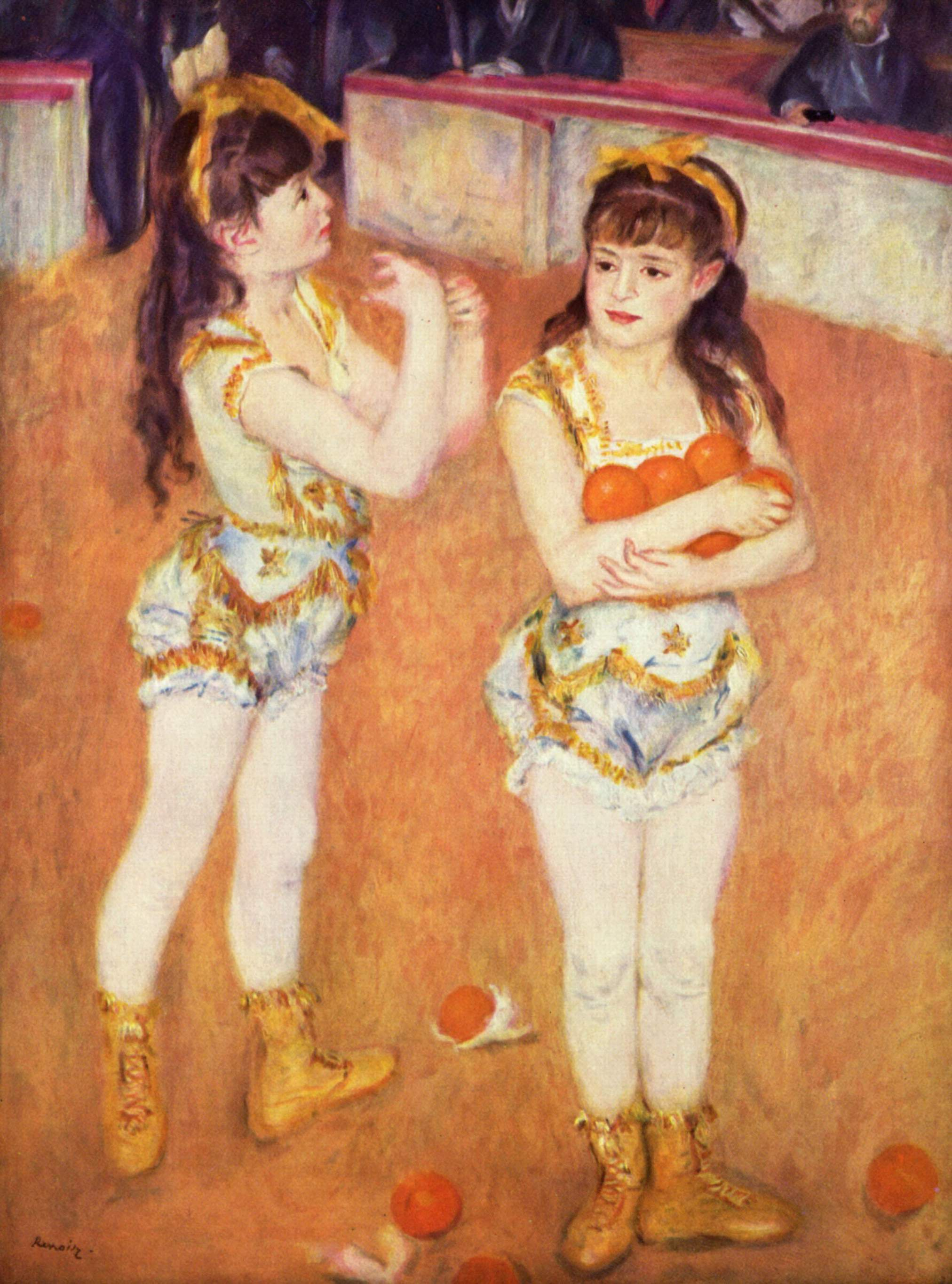
Les Jongleuses au Cirque Fernando de Pierre-Auguste Renoir (1879).
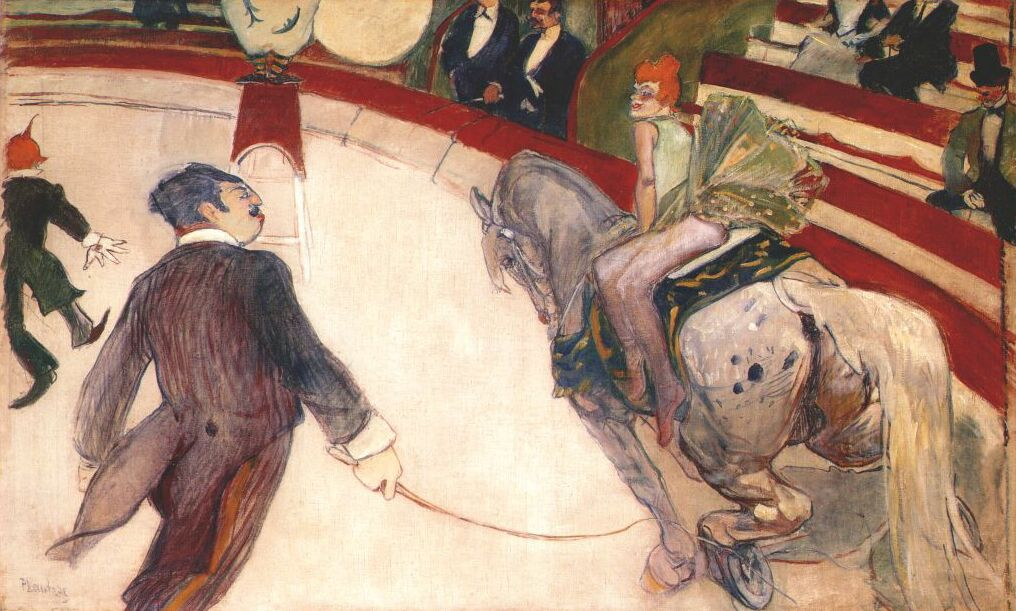
Au Cirque Fernando, l'Ecuyère de Henri de Toulouse-Lautrec (1888).
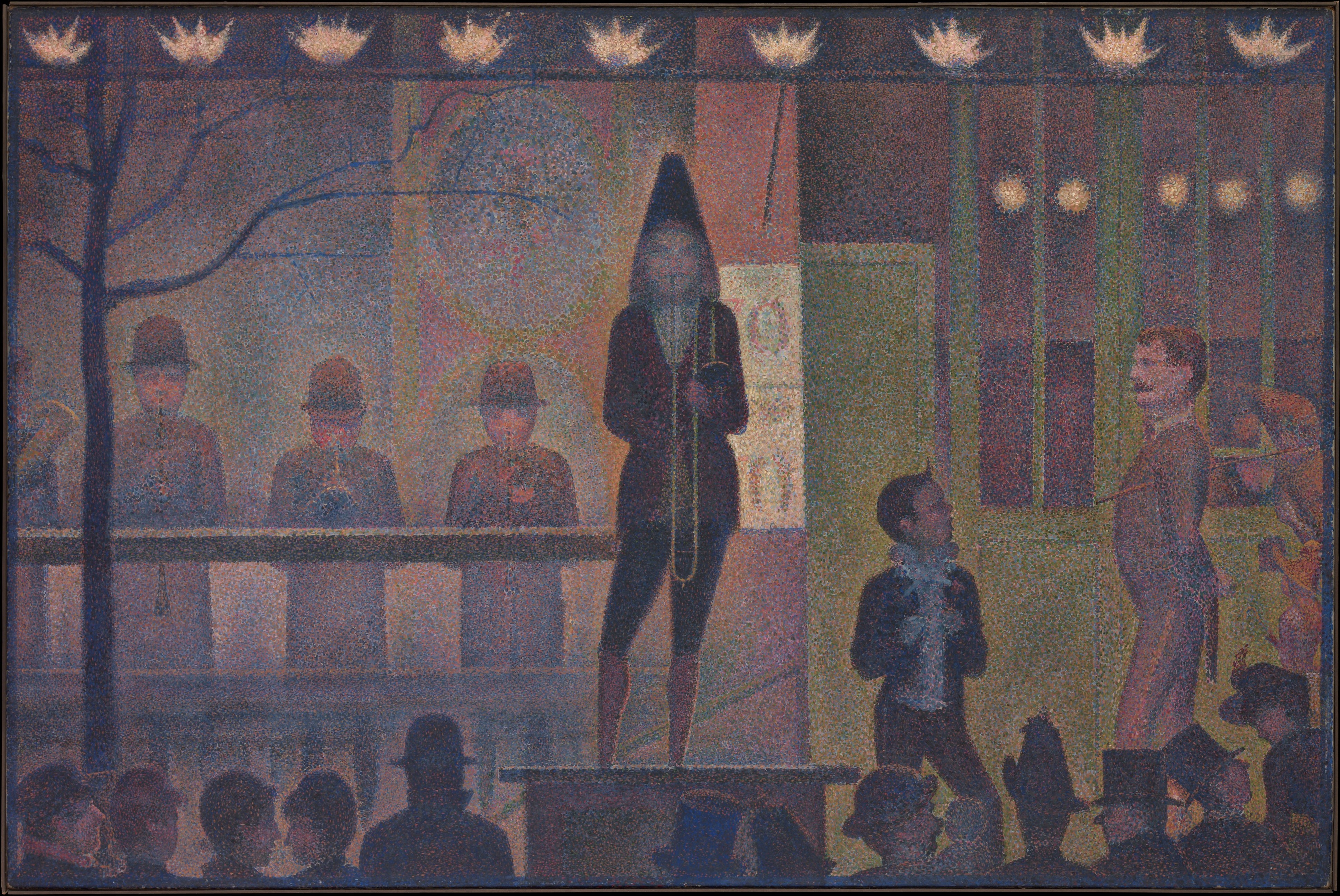
Parade du Cirque de Georges Seurat (1888).
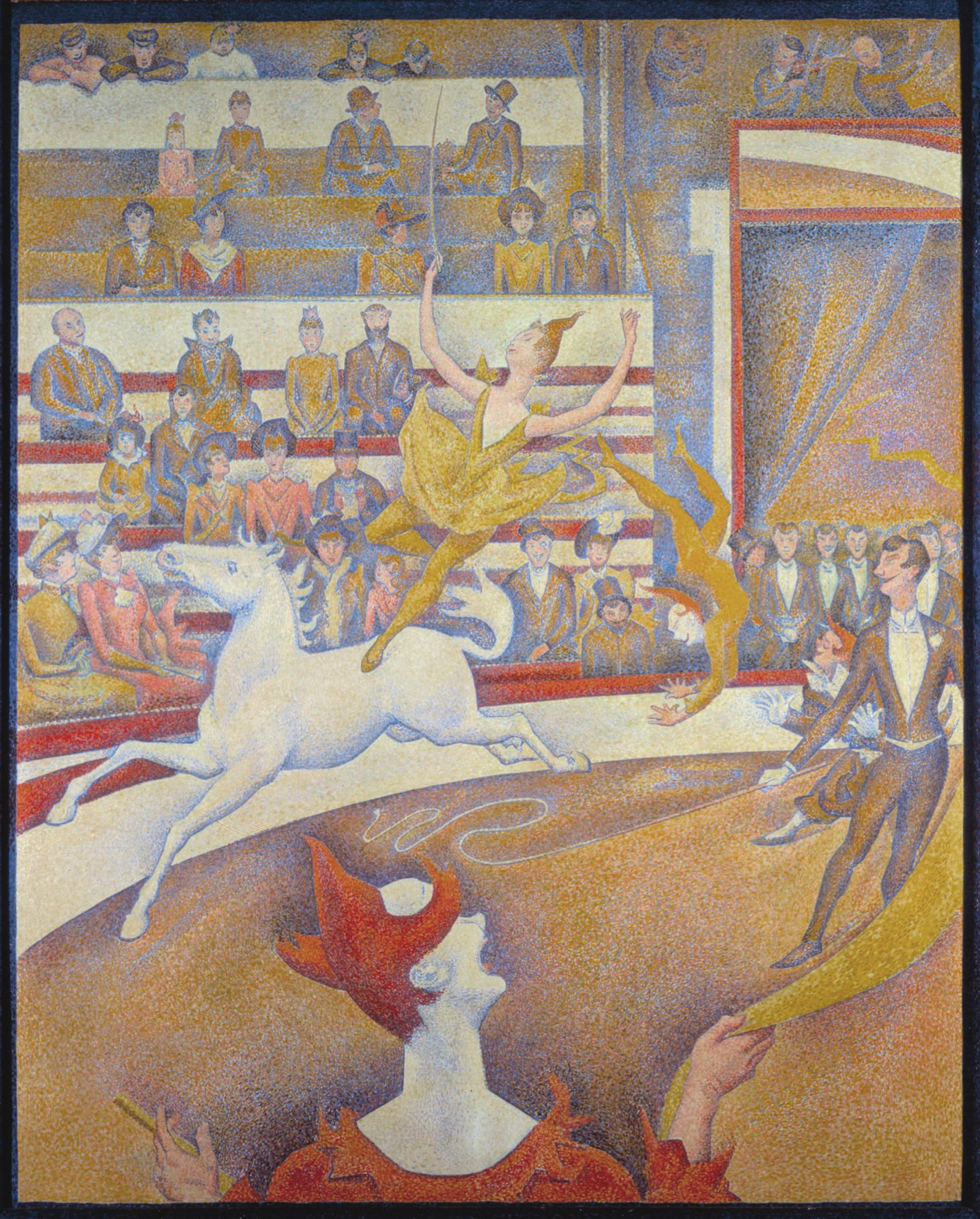
Le Cirque de Georges Seurat (1891).
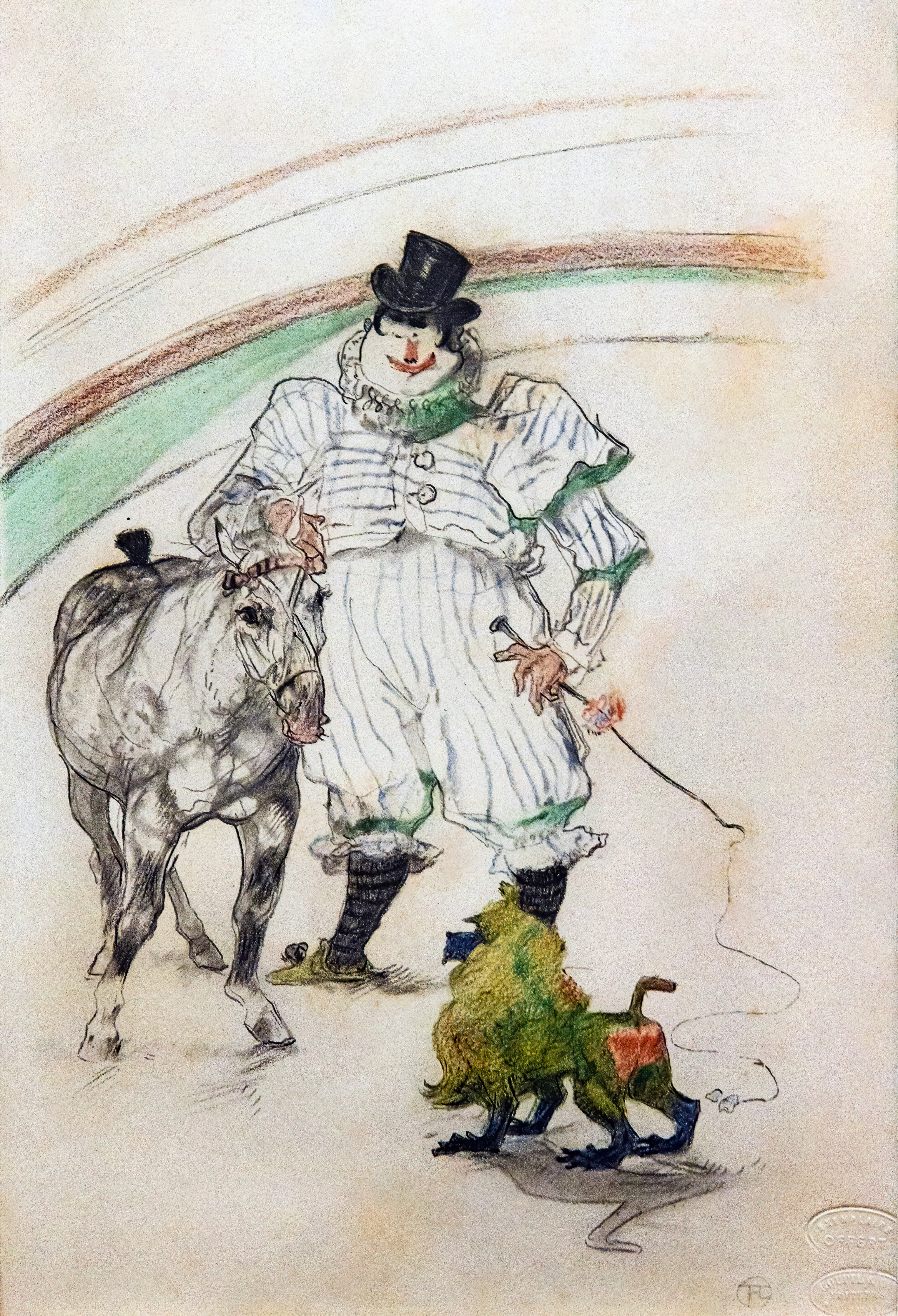
Au Cirque : cheval et singe dressés de Henri de Toulouse-Lautrec (1899).

### Arts plastiques, expositions
- Aires de Cirques, exposition itinérante proposée par le plasticien-musicien Patrick Sapin de la Cie EmyWay. 70 sculptures d'assemblages d'objets autour des arts du cirque. Nombreuses expositions en France depuis 2002.
- Le Cirque (Mémoire à la bibliothèque municipale et Présence au centre culturel), Boulogne-Billancourt, 1996. Commissariat : Marilys de la Morandière, Irène Boisaubert, Pascal Jacob et Christian William. Catalogue : Le Cirque, Regards sur les arts de la piste du XVIe siècle à nos jours, Pascal Jacob, Éditions Plume, Paris (1996) (ISBN 2841100553).
- Jours de cirque, Grimaldi Forum Monaco, 2002. Commissaire général : Zéev Gourarier. Catalogue : Jours de cirque, Actes Sud, Paris (2002) (ISBN 274273838X).
- La Grande Parade, au Grand Palais à Paris en 2004, a rassemblé quelque 200 œuvres - tableaux, photos et vidéos. Commissaire général : Jean Clair. Catalogue : La Grande Parade, Éditions Gallimard (2004) (ISBN 2070117820).
- Au cirque, le peintre et le saltimbanque, Musée de la Chartreuse de Douai, 2004. Commissariat général : Françoise Baligand et Zéev Gourarier. Catalogue : Au cirque, le peintre et le saltimbanque, Somogy Éditions d'Art, Paris (2004) (ISBN 2850567361).
- Mes rêves en jouets. Le Cirque, Sylvie et Gilles Legrand, Brigitte Chamousset, Jet Réalisations, 2000. Edition bilingue anglais-français. Jouets de l'univers du cirque, toutes époques, avec les références, marques, matériaux, tailles, pays, années. (ISBN 2912168201).
- Picasso et le cirque, Fondation Pierre-Gianadda, Martigny (Suisse), 2007. Catalogue : Picasso et le cirque, Fondation Pierre Gianadda (2007) (ISBN 9782884431026).
- Toulouse-Lautrec et le cirque, au Musée Toulouse-Lautrec d'Albi en 2006, et Toulouse-Lautrec au cirque, au Musée Maxim's à Paris en 2008, ont présenté 39 dessins réalisés par Henri de Toulouse-Lautrec en 1899, d'après ses souvenirs du cirque Medrano, alors qu'il était interné pour alcoolisme.
- Calder, les années parisiennes, au Centre national d'art et de culture Georges-Pompidou à Paris en 2009, présente dessins et sculptures en fil de fer d'Alexander Calder ainsi que son cirque miniature réalisé entre 1926 et 1931.
- Monstration Johann Le Guillerm (Cirque ici).
- L'Art fait son cirque, Musée de Bourgoin-Jallieu, 2018[21].
- L' Art fait son Cirque, Musée du cirque de VATAN (France), en 2025

### Cinéma
- 1913
  - Le Friquet de Maurice Tourneur.
- 1924
  - Der Zirkuskönig - Clown aus liebe (Le Roi du cirque), co-réalisation de Max Linder et Édouard-Émile Violet.
  - Larmes de clown de Victor Sjöström.
  - Rêves de clowns de René Hervoin.
- 1925
  - Sally, fille de cirque de D. W. Griffith avec W. C. Fields
  - Variétés de Ewald André Dupont.
- 1926
  - L'Orphelin du cirque de Georges Lannes avec Charles Vanel.
  - Le Cirque du diable (The Devil's Circus) de Benjamin Christensen avec Norma Shearer.
- 1927
  - L'Inconnu, drame américain de Tod Browning.
- 1928
  - Le Cirque, film américain muet de Charlie Chaplin.
  - The Circus Kid, comédie dramatique américaine de George B. Seitz.
- 1930
  - À mi-chemin du ciel d'Alberto Cavalcanti.
  - Une belle garce de Marco de Gastyne avec Gina Manès.
- 1931
  - Salto Mortale d'Ewald André Dupont.
  - Mary d'Alfred Hitchcock.
- 1932
  - La Monstrueuse Parade, film dramatique américain de Tod Browning.
  - Quick de Robert Siodmak.
- 1933
  - La Cage mortelle (The Big Cage) de Kurt Neumann.
  - La Caravane rouge (Red Wagon), drame britannique de Paul L. Stein.
- 1936
  - Charlie Chan au cirque de Harry Lachman.
  - Le Cirque, film soviétique de Grigori Aleksandrov.
- 1938
  - Les Gens du voyage de Jacques Feyder.
- 1939
  - Un jour au cirque (At the circus), comédie américaine d'Edward Buzzell avec les Marx Brothers.
  - Le Cirque en folie de George Marshall avec W. C. Fields
- 1940
  - Les Trois Codonas de Arthur Maria Rabenalt.
- 1943
  - Panique au cirque (Panik) de Harry Piel.
- 1945
  - Vingt-quatre heures de la vie d'un clown de Jean-Pierre Melville.
- 1949
  - Au revoir Monsieur Grock, de Pierre Billon, retrace la carrière du clown Grock.
- 1952
  - Les Feux de la rampe de Charlie Chaplin.
  - Sous le plus grand chapiteau du monde, comédie dramatique américaine de Cecil B. DeMille.
- 1953
  - Le Jongleur (The Juggler), drame américain d'Edward Dmytryk.
  - Man on a Tightrope d'Elia Kazan.
  - La Nuit des forains, drame suédois d'Ingmar Bergman.
  - Le Tigre de Colombo (Sterne über Colombo), film allemand de Veit Harlan, avec le dompteur Gilbert Houcke.
- 1954
  - Ça c'est du Cirque ! (Cirkus Bude), film tchèque d'Oldrich Lipsky.
  - La Strada, drame italien de Frederico Fellini.
  - Le clown est roi (3 Ring Circus), film américain de Joseph Pevney avec Jerry Lewis.
  - Les Géants du cirque de James Edward Grant.
  - Obsession, film franco-italien de Jean Delannoy.
- 1955
  - Lola Montès, drame allemand et français de Max Ophüls.
- 1956
  - Trapèze, comédie dramatique américaine de Carol Reed.
- 1957
  - Le Lutteur et le Clown, film soviétique de Boris Barnet et Konstantin Youdine
  - Du sang sous le chapiteau de Georges Péclet.
  - Sous le plus petit chapiteau du monde de Basil Dearden.
- 1958
  - Le Fou du cirque de Michael Kidd.
- 1959
  - 125, rue Montmartre de Gilles Grangier.
  - The Big Circus (Le cirque fantastique), film américain de Joseph M. Newman.
- 1960
  - Le Cirque des horreurs (Circus of Horrors), film anglais de Sidney Hayers.
  - Le Clown et l'Enfant (Toby Tyler) de Charles Barton.
- 1962
  - La Plus Belle Fille du monde de Charles Walters.
- 1964
  - Le Plus Grand Cirque du monde, comédie dramatique américaine de Henry Hathaway.
- 1965
  - Yoyo, comédie française de Pierre Étaix.
- 1971
  - Les Clowns, comédie dramatique allemande, française et italienne de Frederico Fellini avec Annie Fratellini.
- 1972
  - The Day the Clown Cried (Le jour où le clown pleura) de Jerry Lewis.
- 1974
  - Parade, comédie suédoise et française de Jacques Tati.
- 1976
  - L'Aile ou la Cuisse, comédie française de Claude Zidi avec Louis de Funès et Coluche.
- 1978
  - Le Dernier Amant romantique, drame français de Just Jaeckin.
- 1980
  - Bronco Billy, drame américain de et avec Clint Eastwood.
  - Elephant Man (The Elephant Man), drame américain d'après une histoire vraie de David Lynch.
- 1983
  - Octopussy, film d'action anglo-américain de John Glen avec Roger Moore.
- 1987
  - Les Ailes du désir de Wim Wenders.
- 1988
  - Itinéraire d'un enfant gâté, film d'aventure allemand et français de Claude Lelouch.
- 1989
  - Roselyne et les Lions, comédie dramatique française de Jean-Jacques Beineix avec Isabelle Pasco.
- 1993
  - Mazeppa, drame français de Bartabas.
- 1995
  - When Night Is Falling, comédie dramatique canadienne de Patricia Rozema.
- 1999
  - La Fille sur le pont, comédie dramatique française de Patrice Leconte.
- 2003
  - Big Fish, film fantastique américain de Tim Burton.
- 2004
  - Deux Frères, film d'aventure français et britannique de Jean-Jacques Annaud.
- 2005
  - Bye Bye Black Bird, drame luxembourgeois, britannique, allemand et autrichien de Robinson Savary avec James Thierrée.
  - Perhaps Love, drame sino-malais-hongkongais de Peter Chan.
- 2006
  - The Gymnast, drame américain de Ned Farr.
- 2009
  - L'Assistant du vampire (Cirque du Freak: The Vampire's Assistant), film d'aventures fantastiques américain de Paul Weitz.
- 2010
  - Une nuit au cirque, film français en 3D-Relief d'Olivier Kauffer et Fabien Remblier.
- 2011
  - De l'eau pour les éléphants (Water For Elephants), film américain de Francis Lawrence.
  - Balada triste (Balada triste de trompeta), comédie dramatique franco-américaine de Álex de la Iglesia.
- 2013
  - Louis Cyr : L'Homme le plus fort du monde, film québécois de Daniel Roby.
- 2016
  - Chocolat, drame français de Roschdy Zem inspiré de la vie du clown Chocolat, avec James Thierrée.
- 2018
  - The Greatest Showman, film américain de Michael Gracey, avec Hugh Jackman et Zac Efron.
- 2020
  - Poly, film français de Nicolas Vanier.

### Théâtre
- 1969-1970 : Les clowns, création collective du Théâtre du Soleil, mise en scène d'Ariane Mnouchkine[22].
- 1993 : Aspect of Alice, Petr Kratochvil, Ta Fantastika Black Light Theatre, Prague.
- 2008 : Cirque Ficelle (théâtre d'objets) de Patrick Sapin de la Cie EmyWay, mise en scène d'Emmanuelle Della Nave.

### Littérature
- Romans de cirque (sous la direction Sophie Basch), Éditions Robert Laffont, 2002 (ISBN 2221093909).
- Théodore de Banville, Le Saut du tremplin, poème 1857 in Odes funambulesques ; Le Chêne et le roseau, 1886.
- Michèle Barbier, Laissez pleurer les chiens, éditions de La Wallada, 2005 (ISBN 2904201432).
- Christian Bobin, La Folle Allure, Gallimard, 1995 (ISBN 2070743160).
- Albert Bonneau, Meurtre au Cirque, Éditions Diderot, 1946.
- Françoise Bourdin, Une passion fauve, Belfond, 2005 (ISBN 2-7144-4168-8).
- Guy des Cars, La Dame du cirque, 1962, et Le Château du clown, 1977.
- Angela Carter, Des nuits au cirque ((en) Nights at the Circus, 1984), Éditions du Seuil, 1988 (ISBN 9782020101516).
- François Coppée, L'Orgue de Barbarie II in Contes rapides, 1888.
- Anatole France, Le Jongleur de Notre-Dame in L'Étui de nacre, 1899.
- Joris-Karl Huysmans, Les Folies Bergère en 1879 in Croquis parisiens, 1905.
- Franz Kafka, Un artiste de la faim, 1922.
- Gérard Macé, L'Art sans paroles, Gallimard, coll. Le Promeneur, 1999.
- Yukio Mishima, Le Cirque (nouvelle, (ja) Sâkasu, 1948) in Une matinée d'amour pur, Gallimard, 2003 (ISBN 2070749010).
- Ludovic Roubaudi, Les Baltringues, éditions Le Dilettante, 2002 (ISBN 2842630610).
- Paul Vialar, Les Quatre Zingari, Chronique française du XXe siècle, volume 9, Del Duca, 1959.

### Photographie
- Diane Arbus, (en) Diane Arbus : Revelations (catalogue de l'exposition rétrospective de 2003 à 2006), Random House, 2003 (ISBN 0375506209).
- Paul de Cordon, Instants de Cirque, Chêne, Paris, 1977 (ISBN 2851081535).
- Bruce Davidson, (en) Circus, Steidl Publishing, 2007 (ISBN 3865213669).
- Jill Freedman, (en) Circus days, Harmony Books, 1975 (ISBN 0517520095).
- Clothilde Grandguillot. Monographie : Ethnologic circus, Transbordeurs, 2006 (ISBN 2849570508).
- Yvon Kervinio, Le beau Cirque, L'Aventure Carto, Etel, 2002 (ISBN 2911550161).
- Piet-Hein Out Jeune photographe du cirque Hollandais.
- Le Cirque de François Tuefferd. Photographie de 1933 à 1954 (collectif), Réunion des Musées Nationaux, 1998 (ISBN 2711836614).
- Pierre Joseph Dannes, Dannès, ses photographies, Photostars, octobre 2010, (ISBN 9782952783750).

## Écoles de cirque
- École du cirque Jules-Verne à Amiens, France.
- ENACR École Nationale des Arts du Cirque de Rosny-sous-Bois.
- École nationale du cirque de Châtellerault, France.
- École de cirque équestre zoroana.
- Centre municipal des arts du cirque de Toulouse Le Lido.
- École de Cirque Gruss.
- Cheval Art Action.
- Pôle Européen des Arts du Cirque.
- Académie Fratellini.
- Les Noctambules, école du cirque de Nanterre créée par Michel Nowak.
- Centre des Arts du Cirque et des Cultures Émergentes.
- École de Cirque de Bruxelles.
- École Nationale de cirque, Montréal, QC, Canada.
- École de Cirque de Québec, Québec, QC, Canada.
- École de cirque de Verdun, Montréal, QC, Canada.
- Centre national des arts du cirque de Châlons.
- École de Cirque Barba'Sousa, Equeurdreville, France.

## Lieux de résidence et de création
- Pôles nationaux des arts du cirque.

## Économie du cirque

### Les entreprises de cirque traditionnel
Ce secteur d'activité a été historiquement dominé en Europe par des entreprises familiales ne dépassant pas la taille moyenne. Elles ne se sont pas diversifiées, restant centrées sur un cœur de métier dégageant peu d'excédent brut d'exploitation. De même que le théâtre , la danse, le concert et les spectacles lyriques, le cirque appartient aux arts du spectacle et connaît donc le même type de difficultés structurelles liées aux faibles gains de productivité et à la jauge des salles ou des chapiteaux. Dans son étude européenne sur le champ de la culture et des industries créatives, Mario d'Angelo note que « les cirques traditionnels ont conservé leur notoriété généralement nationale : Krone en Allemagne, Bouglione et Gruss en France, Circo Darix Togni en Italie…. Leur offre sous chapiteau, allant de pair avec l'itinérance, leur a permis de toucher des publics géographiquement dispersés. Ils ont ainsi acquis leur notoriété dans tout le pays sur lequel ils rayonnent ».
Dans la typologie des acteurs culturels, Mario d'Angelo range les entreprises traditionnelles de cirques ainsi que certaines compagnies de cirque contemporain dans le type « Suiveur » et plus particulièrement le sous-groupe « Suiveur-métier » : « ces AC (acteurs culturels) sont des entreprises de capitaux ou de personnes constituées pour produire et fournir des biens et services dans une logique commerciale et lucrative et, donc, reposent sur le pari entrepreneurial que le marché est en mesure de financer l'entreprise. Sa création est d'abord liée à un métier et se caractérise souvent par une certaine proximité de l'entrepreneur aux créateurs de contenus (…). La passion du métier est privilégiée à un ROI attractif. De ce fait, il s'agit souvent d'entreprises avec peu de capitaux investis au départ, par les entrepreneurs eux-mêmes et leurs cercles rapprochés sollicités pour investir. Elles conservent par la suite cette caractéristique, pouvant alors présenter des risques élevés de défaillances de trésorerie. Les actionnaires ou les associés sont généralement les fondateurs et entrepreneurs ou, par la suite, leurs successeurs souvent héritiers directs. Finalement, les apporteurs de capitaux ne constituent pas des parties prenantes autonomes de la logique de fonctionnement de l'organisation. La coalition actionnariale porteuse évite des modifications déterminantes pouvant aboutir à la perte du contrôle de l'entreprise. Du fait de cette gouvernance, la recherche de diversification est faible soit par manque d'autofinancements à long terme, soit par évitement de recourir à des investisseurs nouveaux ».

### Les compagnies de cirque contemporain
Le cirque contemporain qui a connu des développements importants à partir des années 1980 est constitué le plus souvent de compagnies de tournée, n'ayant pas la responsabilité de programmation d'un lieu qui leur est propre. Une grande partie d'entre elles présentent les caractéristiques du type « Fragile » : « Sur le plan économique, l'EBE reste trop faible pour assurer une pérennité à l'AC, surtout si l'action de celui-ci ne peut bénéficier du soutien public direct stable d'une autorité publique et ce, malgré les dispositifs de soutien indirect dont il est par ailleurs bénéficiaire étant une organisation sans but lucratif. Seule la part d'engagement bénévole peut, et à condition d'une gestion efficace, compenser l'insuffisance de ressources financières stables. Cet acteur culturel reste fortement personnalisé autour des porteurs du projet entrepreneurial. Et celui-ci, souvent, ne peut que difficilement être pérennisé au-delà de l'engagement des entrepreneurs initiaux. L'engagement bénévole qui lui est sous-jacent peut certes compenser la faiblesse économique structurelle sans pour autant arriver à professionnaliser durablement certaines des ressources humaines indispensables. Or le ou les fondateurs et la coalition porteuse qui s'est constituée, ne peuvent pas le plus souvent s'ouvrir à des partenariats apportant des ressources de long terme : par exemple une autorité publique fournissant des locaux, des mécènes ou des donateurs stables, un client stratégique stable (un lieu culturel de type Institutionnel ou Conventionné). Ce n'est pas que la compagnie Fragile ne sollicite pas ces partenaires potentiels mais c'est que ceux-ci s'engagent le plus souvent peu durablement »,.